# Hellmuth von Krohn
Hellmuth von Krohn (* 3 de agosto de 1891 - † 8 de junio de 1924 en Barranquilla) fue piloto de la Fuerza Aérea del Imperio Alemán  en la  Primera Guerra Mundial. De 1920 a 1924 piloto de la aerolínea Scadta en Colombia, en donde murió a causa de un accidente aéreo.

## Biografía
El 4 de agosto de 1920 llega a Barranquilla, Colombia con sus compatriotas y colegas Fritz W. Hammer, Wilhelm Schnurbusch y Werner Kämmerer; en donde volaría como piloto de los hidroaviones Junkers F-13 en la recientemente fundada aerolínea SCADTA. A través de su trabajo y dedicación, von Krohn hizo una importante contribución para hacer de SCADTA la primera aerolínea en América y precursora de la hoy en día conocida aerolínea Avianca.
El 11 de diciembre de 1920 en compañía del Jefe de pilotos Fritz Hammer y el Ingeniero Jefe Wilhelm Schnurbusch, realizó el primer vuelo desde Flandes, situada al sur de Girardot, hasta Bogotá la capital de Colombia, a 90 kilómetros de distancia, para la cual se había fijado previamente un premio especial, al primer avión en aterrizar en la capital.

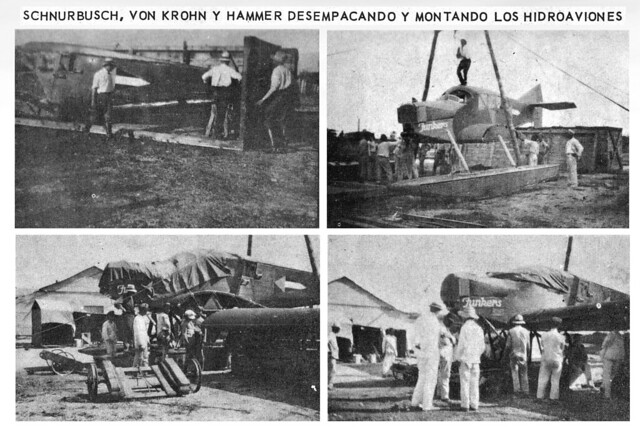
Ensamble de los dos Junkers F-13 de SCADTA

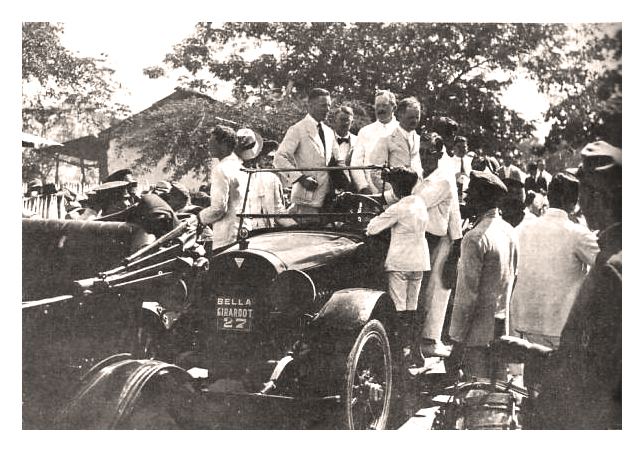
Llegada a Girardot de Hellmuth von Krohn el 19 de octubre de 1920

El 8 de junio de 1924, murió en el accidente del hidroavión "Tolima" (Junkers F-13 Fac-No. 684), debido a una falla en el motor, mientras que arrojaban desde el aire folletos publicitarios con motivo de promocionar la construcción de Bocas de Ceniza en Barranquilla. En el accidente además de Hellmuth von Krohn quien era Jefe de pilotos de SCADTA y comandaba el hidroavión, perdieron la vida Wilhelm Fischer, mecánico de SCADTA quien ocupaba el puesto del copiloto; Ernesto Cortissoz (39), banquero, presidente de la SCADTA; Christian Meyer (37), ingeniero quien era empleado de “G. Fehrmann y Cía”; Albrecht Nickisch von Roseneck (28) empleado de “Breuer, Moller & Co”;  y Fritz Troost (25), empleado del "Banco Alemán Antioqueño", quien sobrevivió el accidente por unas horas.
Ver también: SCADTA

### Prensa
1. ↑  «La llegada del hidroavión Bogotá». El Tiempo, Bogotá. 12 de diciembre de 1920. Consultado el 26 de abril de 2019.
2. ↑  «Informe Oficial de la SCADTA sobre el accidente de Barranquilla». El Tiempo, Bogotá. 12 de diciembre de 1920. Consultado el 26 de abril de 2019.